# Clive Walker (calciatore 1957)
Clive Walker (Oxford, 26 maggio 1957) è un ex calciatore inglese, di ruolo ala.

## Carriera
Walker è stata veloce ala sinistra vecchio stampo, specializzata nel mettere paura ai terzini avversari. Ha giocato quasi 200 partite in otto anni per il Chelsea (1976-1984), un Chelsea che non era certo quello di oggi, visto che giocava in seconda divisione e che nel 1983 stava per retrocedere, rischiando anche il fallimento.
Manco a dirlo fu proprio Walker a salvarlo, nel 4-3 contro il Bolton Wanderers alla penultima giornata, con una doppietta il cui secondo goal fu un tiro da 25 yards all'ultimo minuto quando, fino al 75º, il Chelsea perdeva 3-0.
Nella stagione successiva, incredibilmente, il Chelsea centrerà la promozione in First Division (ancora non si chiamava Premier League).
L'anno successivo ancora (1984-1985), i blues raggiungeranno da neopromossi la qualificazione alla Coppa UEFA, ma la tragedia di Heysel e la conseguente esclusione delle squadre inglesi dalle competizioni europee vanificherà l'impresa.
Ma tutto questo a Clive Walker non importa. Aveva infatti lasciato Londra nel 1984, non avendo trovato un accordo per rinnovare il contratto. Viene così ingaggiato dal Sunderland in prima divisione.
Ironia della sorte, la semifinale della League Cup 1984-85 vedeva il Sunderland di fronte al Chelsea: Clive Walker fu protagonista ispirando la vittoria per 3-2 del Sunderland a Stamford Bridge, scatenando la furia di un tifoso che scese in campo per inseguirlo. In finale però, il nostro eroe sbaglierà un calcio di rigore e il Sunderland perderà contro il Norwich, oltre a retrocedere a fine stagione.
Dopo un altro anno nel Sunderland (alla fine il suo score registra 10 goal in 50 partite di campionato), Walker passa al Queens Park Rangers, insieme a un giovanissimo David Seaman, dove segna 1 goal in 21 partite; a 30 anni gioca quindi le ultime partite e segna l'ultimo goal in First Division.
Nel 1987 viene ingaggiato dal Fulham in Terza Divisione, diventando uno dei pochi ad aver giocato nelle tre squadre della parte occidentale di Londra (Chlesea, QPR e appunto Fulham). È un altalenante Fulham in quegli anni – in tre anni un 9º, un 4º e un 20º posto – e Walker gioca 109 partite segnando 29 goal.
Walker gioca altri 3 anni (1990-1993) nel Brighton & Hove, con cui retrocede dalla seconda alla terza divisione quando lascia il calcio professionistico per accasarsi, a 36 anni, al Woking, che gioca in Conference.
Saranno 4 anni straordinariamente ricchi di successi: nel 1994, 1995 e 1997 infatti il Woking vince la FA Trophy, la coppa riservata alle squadre non professionistiche, e Walker gioca 203 partite segnando 91 goal. Nel 1997 ci fu anche la soddisfazione di eliminare il Millwall nella FA Cup, soddisfazioni che solo questo torneo sa dare.
Nel 1997 Clive Walker passa al Cheltenham. Evidentemente gli stimoli per sportivi non si erano ancora esauriti, o forse voleva rigenerarsi alle terme (Cheltenham è famosa per questo!).
Anche gli ultimi anni di questa lunga carriera finiscono in gloria: nel 1998 arriva un altro FA Trophy, nel 1999 la promozione del Cheltenham nella Third Division che, nonostante il nome, è la quarta serie del campionato inglese.
A 42 anni, più di 1000 partite giocate (750 in campionato) e 212 goal segnati, Clive Walker lascia il calcio giocato. Oggi è commentatore per la radio BBC London 94.9 ed è ancora molto amato dai tifosi del Chelsea.

## Palmarès

### Club

#### Competizioni nazionali
- Second Division: 1

Chelsea: 1983-1984
- FA Trophy: 4

Woking: 1993-1994, 1994-1995, 1996-1997
Cheltenham Town: 1997-1998
- Conference League: 1

Cheltenham Town: 1998-1999